# Christopher Wolstenholme
Christopher Tony Wolstenholme (ur. 2 grudnia 1978 w Rotherham, South Yorkshire, Anglia) – brytyjski basista i drugi głos zespołu Muse od czasu jego powstania. W niektórych utworach grupy gra też na gitarze lub keyboardzie.

## Życiorys
Przed przeprowadzką do Teignmouth w hrabstwie Devon w 1989 Wolstenholme dorastał w miejscowości Rotherham. Już po zmianie miejsca zamieszkania zaczął grać na perkusji w miejscowej kapeli postpunkowej, podczas gdy Matthew Bellamy i Dominic Howard należeli do innej grupy muzycznej. Po dwóch latach, w czasie których Matthew oraz Dominic bez powodzenia poszukiwali dobrego basisty, Chris porzucił perkusję i zaczął uczyć się gry na gitarze basowej, tworząc z Bellamym i Howardem The Rocket Baby Dolls (później przemianowany na Muse). Mimo że przed dołączeniem do grupy nigdy nie grał na basie, Wolstenholme jest obecnie uznawany za jednego z lepszych basistów w przemyśle muzycznym.
Doktor honorowy University of Plymouth.

## Życie prywatne
W latach 2003–2016 był żonaty z Kelly Wolstenholme, z którą ma sześcioro dzieci: Alfie, Ava-Jo, Frankie, Ernie, Buster i Teddi. 1 grudnia 2018 roku poślubił Caris Ball, wcześniej asystentkę rodziny. 3 marca 2020 roku urodziła im się córka Mabel Aurora Ball Wolstenholme. 
Otwarcie przyznaje, że przez wiele lat zmagał się z alkoholizmem; zdecydował się porzucić nałóg w 2009 roku. Jak podkreśla, duży wpływ na jego decyzję miał problem alkoholowy jego własnego ojca, który zmarł w wieku 40 lat. Dominic Howard przyznał, że ostatecznie postawili basiście ultimatum w kwestii podjęcia leczenia, obawiając się, że problem ten może zagrażać przyszłości zespołu.   